# Septoria potentillae
Septoria potentillae är en svampart som beskrevs av Hollós 1926. Septoria potentillae ingår i släktet Septoria och familjen Mycosphaerellaceae.   Inga underarter finns listade i Catalogue of Life.